# Neoencyclops cyanea
Neoencyclops cyanea là một loài bọ cánh cứng trong họ Cerambycidae.